# Rinde

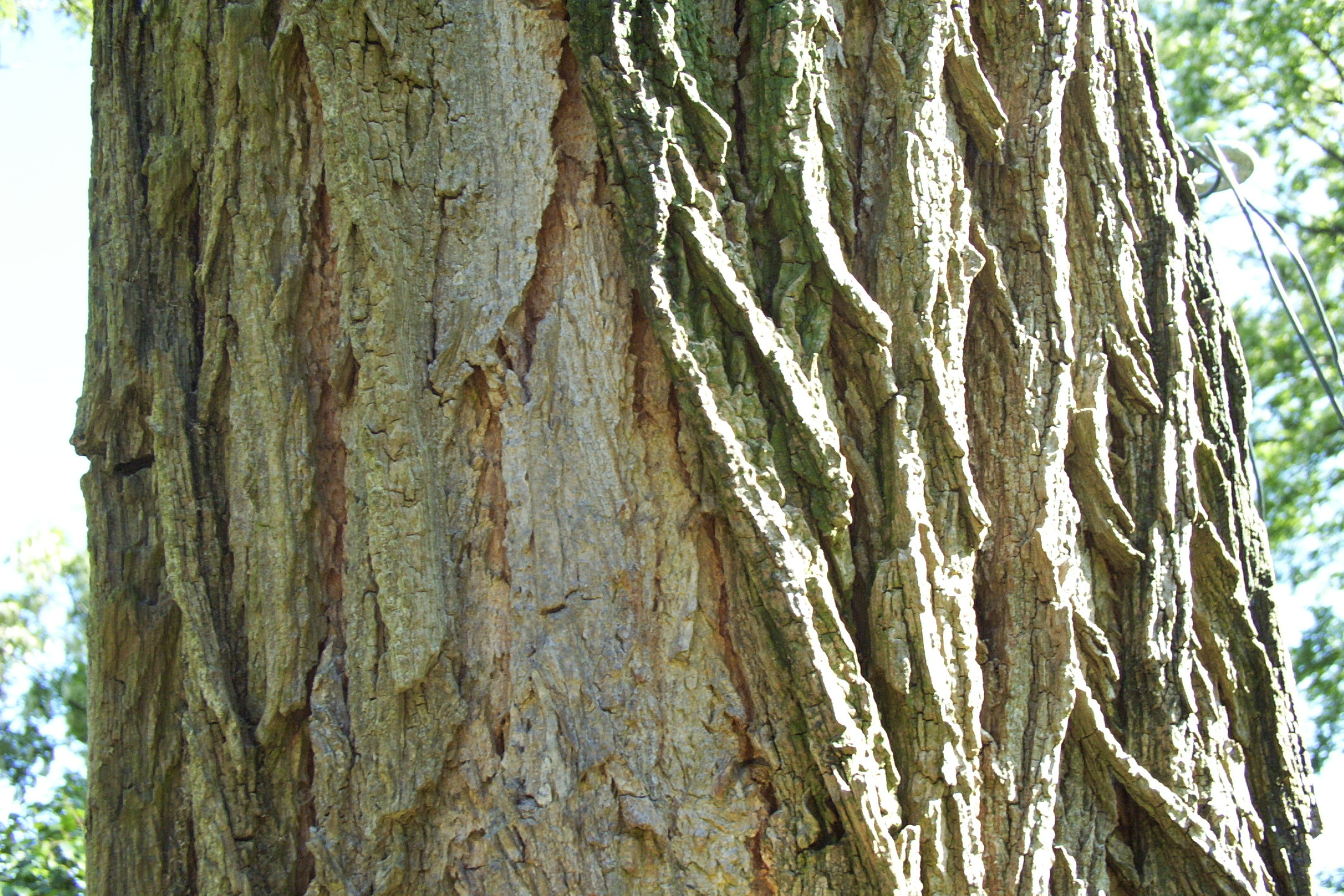
Außenansicht der Rinde der Gemeinen Robinie (sichtbar ist die Borke als Abschlussgewebe der Rinde)

Als Rinde (lateinisch cortex) werden bei der Sprossachse und der Wurzel von Gefäßpflanzen (Tracheophyta) alle Gewebe außerhalb des Zentralzylinders bezeichnet.
Wenn der Ausdruck Rinde im Alltag verwendet wird, ist meist jedoch nur ein Teil der Rinde von Gehölzen gemeint, nämlich das Abschlussgewebe, das spezifischer Periderm oder Borke genannt wird.

## Aufbau

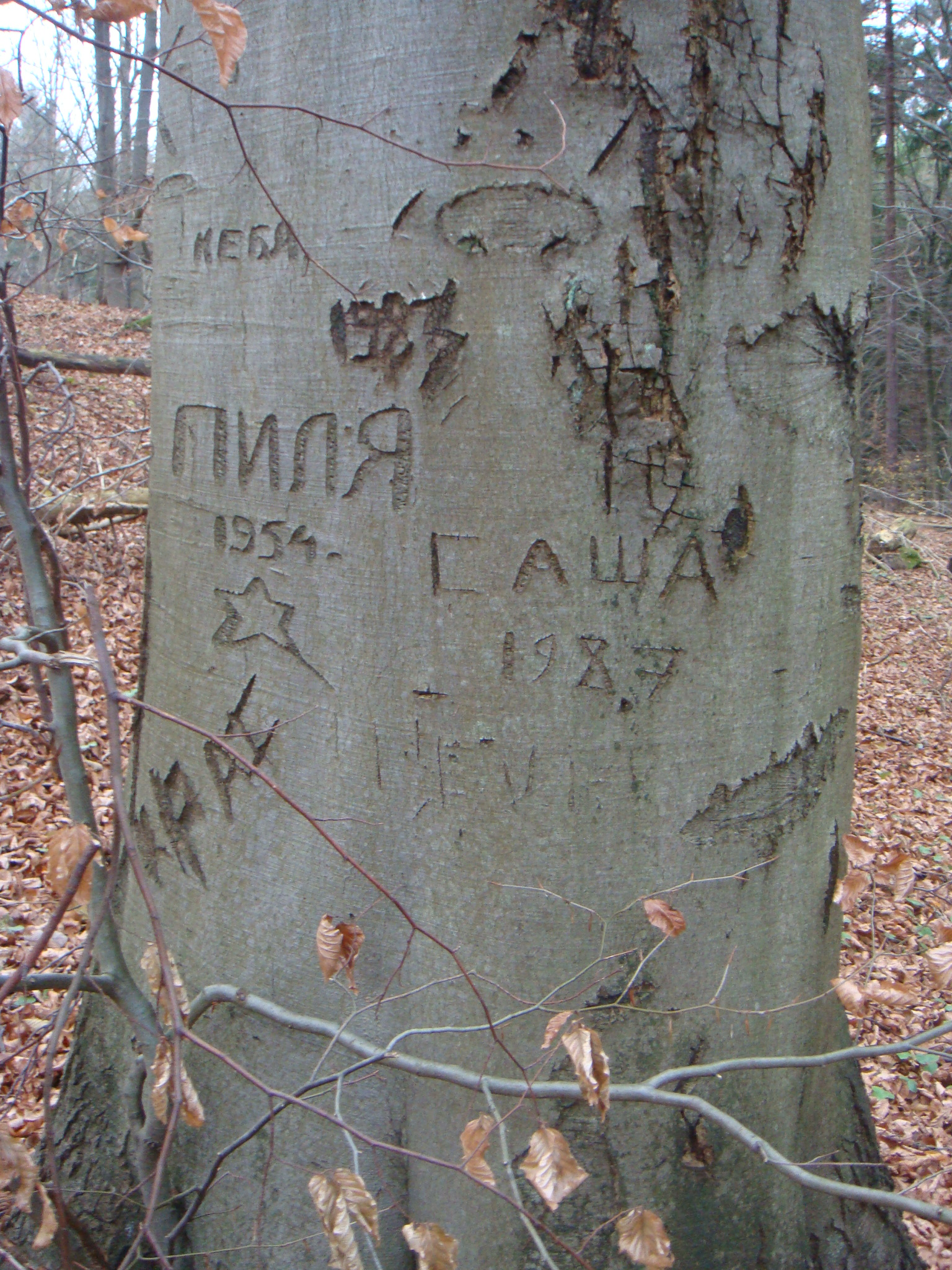
Alte Verletzungen der Buchenrinde

Bei Pflanzen ohne sekundäres Dickenwachstum oder vor dessen Einsetzen umfasst die Rinde das Grundgewebe zwischen der Epidermis und dem Zentralzylinder der Wurzel oder dem Kambiumring der Sprossachse. Die Rinde ist meist reich an Interzellularen und dient oft der Speicherung. Häufig befinden sich in der Rinde auch Festigungsgewebe wie Sklerenchym- und Kollenchymstränge.
Bei Pflanzen mit sekundärem Dickenwachstum wird der vom Kambium nach außen abgegebene Bast (sekundäres Phloem) zur (sekundären) Rinde gezählt. Dieser besteht aus den Siebröhren mit Geleitzellen, Bastfasern, und Sklereiden. Ein Teil dieser Rinde bildet das Sekundäre Abschlussgewebe, das Periderm. Umgangssprachlich wird dieses Periderm als Rinde bezeichnet.
Pflanzen mit sehr starkem sekundären Dickenwachstum, viele Bäume und Sträucher, bilden ein tertiäres Abschlussgewebe, die Borke, die im allgemeinen Sprachgebrauch auch als Rinde bezeichnet wird. Anders als bei Borke vernarben Verletzungen der Rinde und bleiben für Jahrzehnte sichtbar (siehe Bild).

## Aufkommen
Rinde fällt in allen Betrieben an, die Holzstämme entrinden. Im Rahmen der Holznutzung fallen in Deutschland jährlich zirka 4 Millionen m³ Baumrinde an. Davon können 1–1,5 Millionen m³ als technisch verfügbar angesehen werden. Weltweit werden pro Jahr etwa 140–170 Millionen m³ Rinde veranschlagt (bei zehn Prozent Rindenanteil an der Holznutzung).

## Nutzungseigenschaften und Verwendungen

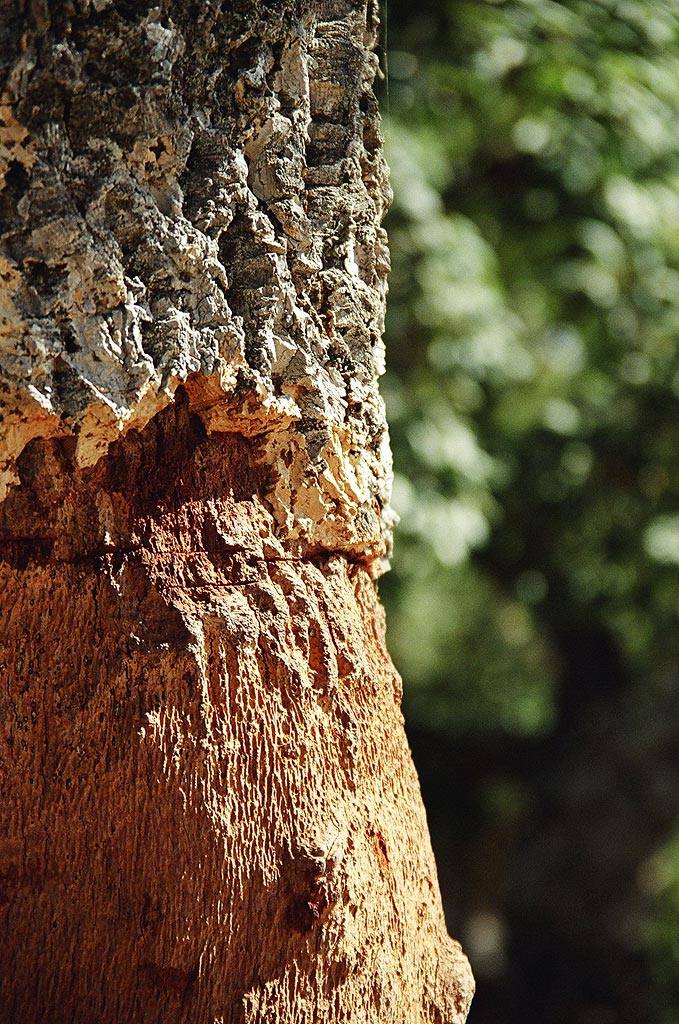
In der unteren Hälfte geschälte Korkeiche

Getrocknete Rinden haben gute Dämmeigenschaften und einen im Vergleich zu Holz erhöhten Brandwiderstand. Durch ihren Gehalt an Gerbsäuren sind sie relativ resistent gegenüber Mikroorganismen.
Vor allem die äußeren Bereiche der Rinden finden vielfache Nutzung: Ihr Reichtum an Gerbsäure macht sie zu wichtigen Gerbmaterialien. Zur Gewinnung der Gerbrinden werden die betreffenden Gehölze (Eichen und Akazien) in Lohwäldern gezogen. Man lässt die Schösslinge nur das Alter erreichen, in welchem sie die beste Rinde liefern. Viele andere Rinden und Rindenteile, so die Chinarinde oder der Zimt, werden arzneilich (siehe Heilpflanze) oder als Gewürz benutzt.
Die Korkeiche und der asiatische Amur-Korkbaum liefern den Kork, aus dem vor allem Stopfen und Korken hergestellt werden. Die Flaschenkorkproduktion macht etwa 70 % der Wertschöpfung beim Korkanbau aus. Außerdem wird Kork zur Herstellung von Fußbodenbelägen und Dämmmaterialien und eine Reihe weiterer Produkte genutzt.
Rinde wird vor allem zur Energieerzeugung verbrannt sowie als Mulchrinde (Rindenmulch) verwendet, daneben wird sie auch zu Rindenkompost als Torfersatz verarbeitet. Mulchrinde und Rindenkompost werden durch Zerkleinerung, Siebung und gegebenenfalls Kompostierung von Baumrinde erzeugt. Sie werden lose oder in Säcken an den Endverbraucher geliefert. Rinde kann auch in Energiepellets eingemischt werden, vermindert aber deren Qualität. Wie Kork kann Rinde verschiedener Baumarten auch für verschiedene stoffliche Anwendungen genutzt werden. Entsprechende Ansätze wie Dämmplatten, Schüttdämmstoffe oder dekorative Werkstoffe befinden sich derzeit noch in der Entwicklung.